# Aleksei Kangaskolkka
Aleksei Kangaskolkka (Vyborg, 29 oktober 1988) is een Fins voetballer met Russische roots die als aanvaller speelt.

## Loopbaan
In 2004 op zestienjarige leeftijd maakte hij zijn debuut bij MyPa. In datzelfde jaar is hij op proef geweest bij het Engelse Manchester United FC.
Na vijf seizoenen maakte hij de overstap naar Tampere United. Hier verbleef hij twee seizoenen, hij speelde 48 wedstrijden en maakte 13 doelpunten.
In twee seizoenen bij IFK Mariehamn maakte hij in 49 wedstrijden 19 doelpunten. Zijn tweede jaar was zijn beste in zijn loopbaan. Hij werd tweede in de topscorerslijst van de Veikkausliiga 2012 met 16 goals.
In 2013 tekende hij een eenjarig contract bij het Zweedse Jönköpings Södra IF. Hij maakte deze transfer omdat hij graag een buitenlands avontuur wou beleven.
In de zomer van 2013 tekende hij een tweejarig contract bij Heracles Almelo. Na zijn vorige seizoen bij Jönköpings Södra IF is dit zijn tweede buitenlandse avontuur. In januari 2015 keerde hij terug bij IFK Mariehamn. Namens die club werd hij topscorer van Finland in het seizoen 2017 met zestien treffers, waarvan twee rake strafschoppen.

## Statistieken
| Seizoen                   | Club                | Land      | Competitie    | Wed. | Goals |
| ------------------------- | ------------------- | --------- | ------------- | ---- | ----- |
| 2004                      | MyPa                | Finland   | Veikkausliiga | 1    | 0     |
| 2005                      | MyPa                | Finland   | Veikkausliiga | 1    | 0     |
| 2006                      | MyPa                | Finland   | Veikkausliiga | 22   | 6     |
| 2007                      | MyPa                | Finland   | Veikkausliiga | 16   | 3     |
| 2008                      | MyPa                | Finland   | Veikkausliiga | 9    | 0     |
| 2009                      | Tampere United      | Finland   | Veikkausliiga | 25   | 7     |
| 2010                      | Tampere United      | Finland   | Veikkausliiga | 23   | 6     |
| 2011                      | IFK Mariehamn       | Finland   | Veikkausliiga | 21   | 4     |
| 2012                      | IFK Mariehamn       | Finland   | Veikkausliiga | 28   | 15    |
| 2013                      | Jönköpings Södra IF | Zweden    | Superettan    | 12   | 4     |
| 2013/14                   | Heracles Almelo     | Nederland | Eredivisie    | 4    | 0     |
| 2014/15                   | Heracles Almelo     | Nederland | Eredivisie    | 0    | 0     |
| Totaal                    | Totaal              | Totaal    | Totaal        | 163  | 36    |
| Bijgewerkt op 10 november |                     |           |               |      |       |

## Erelijst

### MetMyPa
| Nationaal                  |    |      |
| Landskampioen Finland      | 1x | 2005 |
| Winnaar Finse voetbalbeker | 1x | 2004 |

### MetTampere United
| Nationaal      |    |      |
| Finse supercup | 1x | 2009 |